# 1633
| 1633               |
| ------------------ |
| Dødsfald - Fødsler |
| • Begivenheder     |

| Gregoriansk kalender | 1633 MDCXXXIII          |
| Ab urbe condita      | 2386                    |
| Armensk kalender     | 1082 ԹՎ ՌՁԲ             |
| Kinesiske kalender   | 4329 – 4330 壬申 – 癸酉 |
| Etiopisk kalender    | 1625 – 1626             |
| Jødisk kalender      | 5393 – 5394             |
| Hindukalendere       |                         |
| - Vikram Samvat      | 1688 – 1689             |
| - Shaka Samvat       | 1555 – 1556             |
| - Kali Yuga          | 4734 – 4735             |
| Iransk kalender      | 1011 – 1012             |
| Islamisk kalender    | 1043 – 1044             |

Konge i Danmark: Christian 4. 1588-1648
Se også 1633 (tal)

## Begivenheder
- 13. februar – Galileo Galilei ankommer Rom til sin sag ved Inkvisisionen
- 10. april - bananer til salg for første gang nogensinde i England

## Født
- 14. oktober - Jakob 2. af England fødes
- 16. november - Elisabeth Sofie Gyldenløve, datter af Christian IV, fødes

## Dødsfald
- 12. december – Hortensio Félix Paravicino, spansk prædikant og digter